# 郭军义
郭军义（？—），男，中国应用数学家，曾任南开大学数学学院院长，教授、博士生导师，中国数学会副理事长。